# Takashi Uemura
Takashi Uemura (jap. 上村 崇士, Uemura Takashi; * 2. Dezember 1973 in der Präfektur Osaka) ist ein ehemaliger japanischer Fußballspieler.

## Karriere
Uemura erlernte das Fußballspielen in der Schulmannschaft der Kunimi High School. Seinen ersten Vertrag unterschrieb er 1992 bei den Yokohama Flügels. Der Verein spielte in der höchsten Liga des Landes, der J1 League. 1993 gewann er mit dem Verein den Kaiserpokal. 1995 wechselte er zum Zweitligisten Vissel Kōbe. 1996 wurde er mit dem Verein Vizemeister der Japan Football League. Für den Verein absolvierte er 16 Spiele. 1997 wechselte er zum Ligakonkurrenten Sagan Tosu. Für den Verein absolvierte er 22 Spiele. 1999 wechselte er zu Kawasaki Frontale. Der Verein spielte in der zweithöchsten Liga des Landes, der J2 League. 1999 wurde er mit dem Verein Meister der J2 League. 2000 wechselte er zum Erstligisten Cerezo Osaka. 2001 wechselte er zum Ligakonkurrenten JEF United Ichihara. Ende 2002 beendete er seine Karriere als Fußballspieler.

## Erfolge
Yokohama Flügels
- Kaiserpokal

Sieger: 1993